# Diadelia lignea
Diadelia lignea är en skalbaggsart som beskrevs av Stefan von Breuning 1940. Diadelia lignea ingår i släktet Diadelia och familjen långhorningar.
Artens utbredningsområde är Madagaskar. Inga underarter finns listade i Catalogue of Life.